# Atomic Punk
Atomic Punk, lanzado en Japón como Bomber Boy (ボンバーボーイ, Bonbā Bōi) y en Europa como Dynablaster, es un videojuego lanzado para la Game Boy en 1990 por Hudson Soft como parte de la serie Bomberman. Fue el primer juego de la serie en ser lanzado en la Game Boy.
Existen cuatro tipos de juego en Atomic Punk, incluyendo dos modos de un jugador y dos multijugador.
Irem también lanzó el primer juego de arcade de Bomberman y su secuela bajo el nombre Atomic Punk.

## Juego A
La jugabilidad del primer modo, «Juego A» (conocido como «Bomber Boy» en la versión japonesa), es similar a otros juegos de la serie con algunas diferencias. Los poderes, conocidos como paneles, que normalmente se obtienen en cada nivel y se transfieren al siguiente, también pueden comprarse en una tienda gastando GP, que se obtiene dependiendo de cuánto tiempo el jugador haya tardado en completar un nivel y cuántos bloques haya destruido. Al comienzo de cada ronda, el jugador decide qué paneles usar para completarla. Otra diferencia es que la jugabilidad lineal del original, donde el jugador avanzaba niveles tras completarlos, ha sido cambiada para implementar un mapa mundial con nueve ubicaciones.
Mi Aldea es la ubicación en el mapa donde se encuentra la tienda de paneles. Los siguientes paneles se encuentran disponibles desde el comienzo del juego:
- Elixir (costo de 100 GP), revive a Bomberman en caso de que muera en un nivel.
- Bomb Up (costo de 50 GP), permite a Bomberman llevar una bomba extra en el campo de juego a la vez.
- Fire Up (costo de 50 GP), alarga las explosiones en un casillero.

Los otros lugares en el mapa son aquellos en donde se lleva a cabo la acción del juego. Cada área tiene un número fijo de rondas que deben ser completadas para ser terminada. Con la excepción de Faria, estas áreas se pueden elegir en cualquier orden, pero un área debe completarse antes de pasar a la próxima. Cuando se complete una, desbloqueará un nuevo panel para comprar en la tienda de Mi Aldea. Los paneles que pueden desbloquearse incluyen:
- Speed Up (costo de 20 GP), incrementa levemente la velocidad de movimiento de Bomberman.
- Remocon (costo de 30 GP), permite detonar bombas a control remoto.
- Wall Pass (costo de 50 GP), permite a Bomberman atravesar paredes destructibles.
- Bomb Pass (costo de 40 GP), permite a Bomberman pasar por las bombas que ha soltado.
- Timer (costo de 50 GP), ralentiza el temporizador.
- Fire Pass (costo de 100 GP), vuelve a Bomberman inmune a las explosiones de sus bombas.

Los paneles con forma circular (Bomb Up, Fire Up y Speed Up) son permanentes y duran hasta que el jugador muera. Los demás son paneles cuadrados que solo duran una ronda.
| Nombre del Área | Número de rondas | Temática | Panel desbloqueado                                           |
| --------------- | ---------------- | --- | ------------------------------------------------------------ |
| Grad            | 7                | Un área montañosa. Cada nivel se encuentra dividido en cuatro habitaciones conectadas. El jugador deberá pasar por unas «cuevas teletransportadoras» para recorrer el nivel, desde una sala a otra (al azar). | Remocon                                                      |
| Hevol           | 5                | Un área de Bomberman estándar. Sin características especiales. | Speed Up                                                     |
| Cuolece         | 8                | Un área fría, cuenta con bloques de hielo que requerirán de dos explosiones para ser destruidos en lugar de solo una.                                                                                         | Wall Pass                                                    |
| Windria         | 9                | Un área ventosa, el viento alternará entre los cuatro puntos cardinales por intervalos. | Fire Pass                                                    |
| Thulia          | 6                | Un área de colinas. Los bloques que normalmente son indestructibles pueden destruirse en esta área. La primera explosión «derretirá» una colina y la segunda la destruirá.                                    | Bomb Pass                                                    |
| Jagoraz         | 6                | Un área forestal. Algunas de las celdas destructibles son malezas, que obstruyen la visión pero no el movimiento, y se podrán destruir con una explosión.                                                     | Timer                                                        |
| Wather          | 9                | Un área bajo el agua, el agua cubre todos los espacios y obstruye sutilmente la visión. El agua no puede ser destruida.                                                                                       | Mejora el Bomb Up, para que cada panel otorgue 2 bombas más. |
| Faria           | 10               | El área final, que se desbloqueará cuando se hayan completado las otras siete. Tiene llamas en lugar de los bloques indestructibles usuales. El jugador debe evitar toparse accidentalmente con estas llamas. | Ninguno                                                      |

## Juego B
El segundo modo de juego, «Juego B» (conocido como «Bomber Man» en la versión japonesa), es igual al juego de Bomberman original, pero el área del nivel es cuadrada en lugar de rectangular, y la pantalla siempre está centrada en Bomberman en vez de desplazarse cuando toca el borde.

## Modo Vs.
Existen dos tipos de juego en Modo Versus:
- Modo Panel, donde los jugadores empiezan con solo una bomba con una explosión de una unidad, y aparecen los paneles de Bomb Up y Fire Up.
- Modo Poderoso, donde los jugadores empiezan con cuatro bombas con una explosión de cuatro unidades, pero no aparece ningún panel.

## Recepción
Mean Machines le otorgó a Atomic Punk un puntaje de 81, aclamando al juego como un port «altamente adictivo» de Bomberman, y añadió que el sistema de contraseñas es una adición bienvenida.